# Carlos Valdes
Carlos David Valdes (ur. 20 kwietnia 1989 roku w Cali, Kolumbia) – amerykańsko-kolumbijski aktor oraz piosenkarz. Najbardziej znany z roli Cisco Ramone’a/Vibe’a w serialach DC emitowanych na kanale The CW

## Filmografia
| Rok          | Tytuł                     | Rola             | Uwagi                |
| ------------ | ------------------------- | ---------------- | -------------------- |
| 2014–2018    | Arrow                     | Cisco Ramon/Vibe | 6 odcinków           |
| 2014-obecnie | Flash                     | Cisco Ramon/Vibe | główna rola          |
| 2015–2016    | Vixen (serial animowany)  | Cisco Ramon/Vibe | 2 odcinki (głos)     |
| 2016–2017    | Legends of Tomorrow       | Cisco Ramon/Vibe | 3 odcinki            |
| 2016−2018    | Supergirl                 | Cisco Ramon/Vibe | 3 odcinki            |
| 2017         | Freedom Fighters: The Ray | Cisco Ramon/Vibe | rola głosowa         |
| 2018         | Tom and Grant             | Lady Passerby    | film krótkometrażowy |